# کانگپار (بوتان)
کانگپار (به لاتین: Kangpar) یک منطقهٔ مسکونی در بوتان (کشور) است که در Trashigang District واقع شده‌است.